# Christoph Spiegel
Christoph von Spiegel (8. srpna 1823 Kassel – 8. února 1876 Vídeň) byl rakouský šlechtic a politik německé národnosti, v 2. polovině 19. století poslanec Říšské rady.

## Biografie
Byl synem rakouského vyslance v Bavorsku. Sloužil jako důstojník rakouské armády a zúčastnil se jejího tažení v roce 1849. Z armády odešel v hodnosti hejtmana. Věnoval se správě svého statku v Tribuswinkelu u Badenu. Byl pak veřejně a politicky aktivní. V zemských volbách roku 1867 neúspěšně kandidoval na Dolnorakouský zemský sněm za kurii venkovských obcí v obvodu Waidhofen an der Thaya, ale porazil ho Karl Stölzle mladší. Na sněm se dostal v roce 1868 a jeho poslancem byl do roku 1870. Zastupoval velkostatkářskou kurii. Neúspěšně navrhoval zrušení kuriového volebního systému a proměnu Panské sněmovny na komoru zemských delegátů. Zasloužil se o zřízení zemědělské akademie ve Vídni.
Byl také poslancem Říšské rady (celostátního parlamentu Předlitavska), kam ho delegoval zemský sněm roku 1868. 17. října 1868 složil slib. Uspěl i v přímých doplňovacích volbách roku 1873 za kurii velkostatkářskou v Dolních Rakousích. Slib složil 18. prosince 1874 a poslancem byl až do své smrti roku 1876. V roce 1874 se uvádí jako hrabě Christoph Spiegel, statkář, bytem Vídeň. Patřil do bloku ústavověrných, v jehož rámci zastupoval centralisticky a provídeňsky orientovanou Stranu ústavověrného velkostatku. V roce 1869 ovšem tisk uváděl, že v Říšské radě patří k středu, nicméně často hlasuje s ústavověrnou levicí.
Působil jako prezident Unionbank. Neoženil se. Zemřel v únoru 1876 na kopftyphus.